# 타이거슨 표층 점상 각막염
타이거슨 표층 점상 각막염(Thygeson's superficial punctate keratopathy, Thygeson Superficial Punctate Keratitis, TSPK)은 눈병의 하나이다. TSPK의 병인은 현재 알려져 있지 않지만 질병의 상세한 사항은 1950년 미국의 저명한 안과학자 필립스 타이거슨(Phillips Thygeson, 1903–2002년)에 의해 JAMA(Journal of the American Medical Association)에 처음 게시되었고 병명은 이 이름을 따라 지어졌다.

## 증상
TSPK 환자는 시야가 흐릿하게 보이고, 안구가 건조해질 수 있으며, 이물감을 느끼거나 빛에 민감하게 반응할 수 있고 타오르는 느낌이 오거나 눈물이 날 수 있다. 실트 램프로 비추면 눈의 각막에 조그마한 응어리들을 발견할 수 있다. 이러한 응어리들은 플루오레세인이나 로즈 벵갈 염색약을 적용하면 더 잘 볼 수 있다. 이것들은 각막 위에 여기저기 분산되어 보일 수 있으며 시간이 지남에 따라 (치료 여부에 관계 없이) 보이거나 보이지 않을 수 있다.
TSPK는 두 눈에, 또는 한 눈에만 영향을 미칠 수 있다.

## 병인
이 질병의 병인은 현재까지도 잘 알려져 있지 않다. 그러나 마이봄선의 기능 이상이 이 질병을 유발시킬 수 있다는 지표가 있다. 마이봄선의 염증은 이 샘들이 짙고 왁스 같은 분비물에 의해 차단되게 한다. 안구 건조를 포함하여 세균 리파아제를 통해 이러한 차단을 누그러뜨릴 수 있지만 유리지방산을 형성함으로써 눈에 자극을 주어 종종 점상 각막병증을 일으킨다.

## 치료
TSPK에는 수많은 치료법이 있다.
- PRK 레이저 수술은 이 질병을 치유할 수 있다. (참고: 완전한 임상 연구는 완료되지 않았으나 한 사람에 대한 사례 연구가 2002년 PRK-pTK (치료)에서 보고되었다)
- 정도가 심하지 않은 경우 인공 눈물이나 연고가 적절한 치료책이다.
- 프레드니솔론, 플루오로메톨론, 로테프레드놀(로텍스 0.5%), 리멕솔론과 같은 적은 양의 스테로이드 점안액. 스테로이드 점안액은 주의하여 사용해야 하며[3] 치료 중에 안압을 주기적으로 검사하는 것이 좋다.
- 소프트 콘택트 렌즈
- 사이클로스포린은 TSPK를 위한 실험적인 치료법이다. 이 물질은 면역계 반응을 줄여주므로 이식 중에 흔히 사용된다.
- 타크로리무스(프로토픽 0.03% 연고) 또한 실험적인 치료법이다.
- 레이저 눈 수술[4]

## 같이 보기
- 눈병